# Ofensiva del sur de Siria (2018)
La ofensiva del sur de Siria de 2018, cuyo nombre en clave fue la Operación Basalto (en árabe: عملية البازلت), fue una operación militar lanzada por el Ejército Árabe Sirio (SAA) y sus aliados contra los rebeldes y el EI en el sur de Siria. La lucha comenzó con un ataque sorpresa en las áreas controladas por los rebeldes en la parte oriental de la gobernación de Daraa en un intento de fracturar las líneas controladas por los rebeldes y debilitar la moral, antes de su ofensiva en la gran región del sur de Siria.
Con el fin de la batalla por el sur de Damasco, el ejército sirio comenzó la movilización, para recuperar el control de las fronteras con Jordania y los altos del Golán. El 25 de mayo helicópteros de las SAA, arrojaron panfletos pidiendo la rendición de los rebeldes en un intento de evitar un asalto directo como sucedió en Guta Oriental.
El ejército movilizó al grueso de sus fuerzas de choque, para garantizar una ofensiva relámpago, despedazando las defensas rebeldes, islamistas y de Estado Islámico en menos de un mes.
Ejército Sirio
- 4.ª división
  - Brigada 39
  - 40.ª brigada
  - Brigada 42 (Fuerzas Ghiath)
- 5.ª División Blindada
  - 15.ª brigada
  - 9.ª brigada de asalto
- Tropas de asalto
- 15.ª División de Fuerzas Especiales
- Fuerzas Tigre
- Guardia Republicana
  - Brigada 105
  - Brigada 106

Paramilitares
- Liwaa Al-Quds
- Ejército de Liberación de Palestina (PLA)
- Fuerzas de defensa nacional (NDF)
- Guardia Nacionalista Árabe (unidad paramilitar compuesta por árabes de todo el Medio Oriente)
- Partido Nacionalista Socialista de Siria (SSNP)
- Batallones de Al-Ba’ath

La ofensiva estaba planeada en tres fases: en la primera la cuarta división lanzará el ataque desde Izra'a al norte de Daraa para recuperar el paso de Nassib, mientras que las fuerzas Tigre asaltarían el sur de la ciudad de Daraa alcanzando la frontera con Jordania. En la segunda fase, buscaba tomar la estratégica Tal Al-Harrah, para dirigirse hacia al Quneitra. Este asalto será liderado por la 9 División de asalto y Liwaa Al-Quds. Mientras las unidades en Daraa se unirían a la cuarta división para retomar el valle de Houran y la región de Lijat siguiendo la frontera con el Líbano. Buscando separar la bolsa rebelde y presionarlos a su rendición, centrando su fase final en la destrucción de Estado Islámico. En contraste varios grupos rebeldes anunciaron haberse unido en un comando conjunto llamado Ejército de la Salvación, para hacer frente a la ofensiva. El ejército anunció que en esta operación participaron 2000 soldados más que en la campaña de Damasco.
El 31 de mayo la 42 brigada de la cuarta división (fuerzas Ghiath) junto con refuerzos de Liwaa al Quds, llegaron a Daraa. El 1 de junio Estado islámico, lanzó un breve ataque sobre posiciones rebeldes en la planicie de Yarmuk, no se reportaron avances. El 2 de junio las fuerzas Tigre y milicianos de las tribus Raqqawi, llegaron al frente.

## Antecedentes

Situación en el sur de Siria, antes de la operación

La ciudad de Daraa es conocida como 'la cuna de la revolución', ya que la supuesta tortura y el asesinato de jóvenes de Daraa fue uno de los eventos definitorios que llevaron a un crecimiento del movimiento de protesta contra el gobierno en 2011.  Por lo tanto, los analistas proponían que su captura por parte del gobierno sería una victoria simbólica clave sobre los rebeldes, además de consolidar el poder del gobierno en el sur de Siria.  Según las Naciones Unidas (ONU), se estimaba que unos 750.000 civiles vivían en la región antes del estallido de la lucha.
La ofensiva se lanzó en una de las zonas de desescalada (seguras) acordadas por Rusia, Turquía e Irán en mayo de 2017. En julio de ese año, los EE. UU., Rusia y Jordania anunciaron un acuerdo que habían alcanzado un alto el fuego en las áreas de Daraa, Quneitra y Sweida. Luego, según informes, Washington prometió una respuesta sólida a cualquier campaña que violara el acuerdo. Sin embargo, las fuerzas estadounidenses no tomaron ninguna medida para detener el asalto.
Para aliviar las preocupaciones israelíes y prevenir una posible intervención, Rusia e Israel llegaron a un acuerdo antes de la ofensiva de que las fuerzas respaldadas por Irán no ayudarían al gobierno sirio con el ataque a Daraa, y el gobierno de los Estados Unidos advirtió a las fuerzas rebeldes que no podían esperar apoyo militar.

## Ofensiva

### Captura de al-Lajat
El 18 de junio, durante la noche, el ejército sirio capturó varias granjas cerca de Busra Al-Harir y Masekah.  Las fuerzas gubernamentales también atacaron las ciudades controladas por la oposición de Busra Al-Sham, Eastern Ghariyah y Western Ghariyah.  Los ataques se centraron en fortificaciones rebeldes dentro de las ciudades.  También se informó que la primera fase de la ofensiva del gobierno en Daraa se centraría en Daraa oriental y en la captura del paso fronterizo de Nasib .  Mientras los militares sirios lanzaban sus ataques, las fuerzas rebeldes intentaron rechazar la ofensiva empujando a la gobernación de Suwayda, pero fueron rechazados.
El 19 de junio, los rebeldes bombardearon la ciudad de As-Suwayda en respuesta a los ataques del gobierno contra sus posiciones, mientras que el Ejército sirio simultáneamente tuvo otra ofensiva activa contra el EIIL en la parte noreste de la gobernación de Suwayda.  Mientras tanto, el ejército sirio bombardeó media docena de aldeas a las afueras de la ciudad de Daraa.
Temprano en la mañana del 20 de junio, el ejército sirio, liderado por las Fuerzas Tigre , comenzó a usar artillería pesada y misiles para intentar tomar la ciudad de Busra Al-Harir, después de capturar una base de defensa aérea cercana.  Más tarde, ese mismo día, las tropas del gobierno capturaron dos aldeas y cortaron la región de Al-Lajat , controlada por los rebeldes, aunque los rebeldes lo negaron.  Posteriormente, la artillería del ejército sirio golpeó muchas aldeas.
El 21 de junio, durante la mitad de la noche, la Fuerza Aérea Siria realizó un ataque aéreo en el área específicamente dirigida a una base de Ahrar al-Sham cerca de Al-Hirak, matando a 10 combatientes del grupo.  El ataque aéreo también apuntó a casi media docena de otras ciudades y pueblos.  Junto con el bombardeo aéreo, los militares también usaron misiles y artillería de superficie a superficie en las aldeas.  Según informes, los militares sirios también cortaron las líneas de suministro de los rebeldes en la zona.  Con las fuerzas gubernamentales disparando misiles hacia áreas controladas por los rebeldes y obteniendo ganancias excesivas, los rebeldes lanzaron misiles hacia Suwayda en represalia a la ofensiva del gobierno.
El 22 de junio, debido al aumento de los combates en la frontera entre Siria y Jordania, el ejército jordano se desplegó en la frontera norte de Jordania con Siria.  Fuentes opositoras informaron que las fuerzas gubernamentales habían lanzado 12 bombas de barril contra Busra al-Harir y las ciudades circundantes, mientras que fuentes pro gubernamentales informaron que el ejército sirio lanzó 30 misiles contra Busra Al-Sham , Busra Al-Harir, y Al-Karak.  El 23 de junio, después de perder cinco ciudades, los rebeldes atacaron posiciones gubernamentales en Daraa .  El ataque incluyó el uso de misiles.
El 24 de junio, aviones de combate rusos proporcionaron cobertura aérea para la ofensiva por primera vez; la Red Siria de Derechos Humanos y la Unión de Atención Médica y Organizaciones de Socorro informaron huelgas a favor del gobierno en una instalación médica en Busra al-Harir .  Fuentes pro gubernamentales informaron que las fuerzas rebeldes lograron infiltrarse en los puestos de control controlados por el gobierno dentro de la gobernación de Suwayda, pero luego fueron rechazados.  Al día siguiente, las fuerzas del gobierno sirio capturaron 400   km. 2 de territorio, incluida la totalidad del área de al-Lajat.

### Colapso rebelde
El 26 de junio, el ejército sirio tomó el control de Busra al-Harir después de que las Fuerzas Tigre atacaran la ciudad en múltiples ejes y rompieran las líneas rebeldes que defendían la ciudad.  Durante los enfrentamientos, un general de brigada sirio fue asesinado.  Más tarde, en la mañana del mismo día, las fuerzas del gobierno sirio capturaron otras dos ciudades y los combatientes rebeldes se retiraron a Al-Hirak .  Un contraataque rebelde durante la noche del 26 de junio revirtió parcialmente las ganancias del Ejército sirio; sin embargo, a primeras horas del 27 de junio, el ejército sirio había restablecido totalmente el control, avanzando para capturar tres aldeas más y, por lo tanto, llegar a las afueras del este de Al-Hirak.  Para este punto, el Programa Mundial de Alimentos informó que cerca de 50,000 personas habían huido de sus hogares en el norte de Daraa en una semana para escapar de las bombas, refugiándose en campamentos improvisados en el sur de la gobernación y en la provincia de Quneitra.
Entre el 27 y el 28 de junio se registraron víctimas civiles especialmente graves, y el opositor Observatorio Sirio de Derechos Humanos (SOHR) registró 46 muertos en dos días en los bombardeos de Bosra al-Sham y otras ciudades. El 27 de junio, las SAA capturaron la Base de la Brigada 52, así como una aldea al sur de la misma. Más tarde, el ejército capturó otros ocho lugares que estaban desiertos o fueron entregados por las fuerzas rebeldes, incluyendo Al-Hirak y dos bases,  aunque el SOHR dijo que los combates continuaron en Al-Hirak. Dos días después, fuentes gubernamentales informaron que algunos grupos rebeldes y líderes en la parte sur de la provincia de Daraa en ciudades como Tafas, Da'el, Ibta, Al-Karak, Al-Jay'lah, al este de la ciudad de Daraa acordaron rendirse. al gobierno sirio.  Según informes, el ejército sirio también capturó otros tres lugares de facciones rebeldes.
El 30 de junio, fuentes pro rebeldes informaron que, como resultado de los bombardeos de las fuerzas progubernamentales, el Teatro Romano de Bosra sufrió daños importantes, ya que había sido golpeado por ataques aéreos rusos el 28 de junio.  Entre el 30 de junio y el 1 de julio, los militares tomaron el control de 13 ciudades controladas por los rebeldes, incluida Bosra al-Sham, luego de que se alcanzaron acuerdos de entrega con las fuerzas rebeldes en el área.  Esto extendió el control del gobierno a alrededor del 60 por ciento de la provincia.  En ese momento, la ONU estimó el número de civiles desplazados internos en más de 160,000 y la Red Siria para los Derechos Humanos informó que más de 214 civiles habían sido asesinados, incluyendo 65 niños y 43 mujeres, y que el gobierno y sus aliados habían usó 258 cohetes de superficie a superficie, 293 proyectiles de artillería y al menos 397 bombas de barril en los primeros 15 días de la ofensiva.

### Avance hacia la frontera jordana
Entre el 1 y el 4 de julio, el ejército sirio hizo tres intentos infructuosos de empujar hacia el paso fronterizo de Nasib, cada vez siendo rechazado por los rebeldes.  Durante los combates, fuentes pro gubernamentales informaron que el Ejército sirio no tenía mucho apoyo aéreo ruso, debido a las negociaciones rusas en curso con los rebeldes.  Sin embargo, los aviones de combate sirios bombardearon a Tafas el 1 de julio, mientras la Guardia Republicana y los combatientes de Liwa Abu al-Fadl al-Abbas avanzaban sobre el terreno hacia él.
El 2 de julio, la ONU estimó que 270,000 civiles desplazados por los combates, incluyendo 70,000 que buscaban refugio en la frontera con Jordania pero se les impidió ingresar al país.  La mitad civil de la delegación de la oposición a las conversaciones de paz se retiró de las conversaciones con el gobierno y Rusia.  Al día siguiente, mientras se detenía la ofensiva, se produjo una explosión en un almacén utilizado por Hezbolá y otras milicias respaldadas por Irán en la parte norte de la gobernación de Daraa a lo largo de una carretera entre Damasco y Daraa; varios medios de comunicación han acusado a las FDI de llevar a cabo un ataque en la instalación, el gobierno israelí no hizo ningún comentario y el Observatorio Sirio de Derechos Humanos tampoco pudo verificar la causa de la explosión.  Para el 4 de julio, las agencias humanitarias dijeron que ocho hospitales habían sido bombardeados desde que comenzó la ofensiva, con seis trabajadores médicos muertos, y en total más de 210 civiles muertos y 500 heridos.  Mientras tanto, el ejército afiliado al EIIL, Khalid ibn al-Walid, lanzó un ataque contra las fuerzas progubernamentales en la aldea de Sheikh Maskin, que resultó en la muerte de varios milicianos de la Fuerza de Defensa Nacional.
El 3 de julio, después del fracaso de las rondas anteriores, se reabrieron las negociaciones, con mediación jordana, entre Rusia y las facciones rebeldes.
Al día siguiente, el ejército sirio capturó la ciudad de Saida, llevándolos a unos seis kilómetros del paso fronterizo de Nasib.  El avance se produjo después de que se realizaron aproximadamente 600 ataques aéreos en la provincia durante las 15 horas anteriores.  Finalmente, el bombardeo duró un total de 22 horas, dentro de las cuales se llevaron a cabo 870 ataques aéreos y 1,400 ataques con cohetes y artillería.  Más tarde, el Ejército capturó media docena de ciudades y cinco puntos fronterizos después de lanzar un ataque al sur de Busra Al-Sham.  El avance limpió 230 kilómetros cuadrados de territorio a lo largo de la frontera y trajo tropas del gobierno a la frontera jordana por primera vez desde 2015.  Esa noche, entre el 5 y el 6 de julio, los militares también tomaron Al-Naimah, la última ciudad al este de la ciudad de Daraa.
El 6 de julio, el ejército sirio se acercaba a Nasib, que se encontraba a tres kilómetros del cruce de la frontera.  El Ejército avanzaba hacia el cruce en dos ejes, cercando a las fuerzas rebeldes.  Una fuente militar predijo que el cruce podría "caer dentro de unas pocas horas".  Poco después, se tomó el cruce y al día siguiente los soldados celebraron la captura mientras las tropas se desplegaban en las ciudades y aldeas de la zona.  Al establecerse el control sobre la carretera Damasco-Amán, los militares comenzaron a establecer puntos de control y eliminar los bloqueos de carreteras a lo largo de la carretera.
El 7 de julio, los medios estatales sirios informaron que los grupos rebeldes habían firmado un alto el fuego para entregar las armas, y que aquellos que rechazaban el acuerdo serían transportados a Idlib.

### Cerco y captura de la ciudad de Daraa

Situación en Daraa, 9 de julio de 2018

El 8 de julio, el ejército sirio comenzó a reunir tropas para la captura de la ciudad de Daraa.  Con varios grupos rebeldes rindiéndose al gobierno, 11 grupos rebeldes formaron el Ejército del Sur para continuar luchando contra el gobierno sirio y sus aliados en el sur.  El grupo rechazó rendirse al gobierno y prometió continuar luchando por la causa de la oposición.  Las fuerzas aéreas rusas y sirias realizaron 72 ataques aéreos desde el amanecer.  Según informes, los ataques se llevaron a cabo después de que los rebeldes dispararon contra un convoy militar en la carretera, cerca de Um al-Mayazeen.  El ejército sirio comenzó un asalto contra Um al-Mayazeen.  La lucha pospuso la evacuación de los rebeldes.
En una entrevista con un representante del Grupo Taha de las Fuerzas Tigre a cargo del gobierno, dirigido por el experto regional Aymenn Jawad Al-Tamimi , el representante describió la ofensiva como intensa, ya que los rebeldes estaban bien fortificados y bien armados.  También afirmó que muchas aldeas capturadas por el gobierno habían rechazado los acuerdos de reconciliación respaldados por Rusia y que la aldea de Jabib había traicionado un acuerdo de alto el fuego, lo que llevó a la muerte de varios soldados en la aldea.  El representante también confirmó que la participación y el apoyo de Rusia en la ofensiva eran esenciales para la ofensiva del gobierno, incluso más que la participación de Irán.
El 10 de julio, se informó que alrededor de 4.000 personas huyeron hacia el territorio controlado por Israel del bolsillo de la provincia en poder del Ejército afiliado al EIIL Khalid ibn al-Walid, esperando un ataque del gobierno.  Más tarde ese día, EIIL llevó a cabo un ataque SVBIED contra las fuerzas del gobierno en la aldea de Zayzun, en el oeste de Daraa, alegando que el ataque mató a más de 35 combatientes a favor del gobierno.  Sin embargo, los activistas a favor de la oposición informaron que la cifra de muertos era de 14 y que también incluía a rebeldes recientemente reconciliados.
El 11 de julio, los medios de comunicación del gobierno informaron que la fuerza aérea siria brindó apoyo aéreo a la FSA en los enfrentamientos contra el ejército de Khalid ibn al-Walid en la ciudad de Hayt en la Cuenca de Yarmouk, y fuentes de la oposición informaron que aviones rusos y helicópteros del gobierno apuntaron a Khalid ibn al-Walid, del ejército Saham al-Golan, este último arrojando bombas de barril.  Al día siguiente, la afiliada de EIIL tomó el control de Hayt de la FSA.  Mientras tanto, el gobierno informó que se había llegado a un acuerdo para que los rebeldes entregaran la ciudad de Daraa del sur a las fuerzas gubernamentales; la policía militar rusa y los oficiales del gobierno entraron a la ciudad con periodistas para levantar la bandera del gobierno, aunque los combatientes rebeldes permanecieron en la ciudad.
En este momento de la ofensiva, el gobierno había capturado el 84% del territorio en la Gobernación de Daraa, y desde los acuerdos de rendición entre el gobierno y las fuerzas rebeldes, habían surgido informes sobre el saqueo de propiedades y el robo de locales en una ciudad reconciliada.

### Avance a Quneitra y rendición rebelde
El 15 de julio, los militares sirios bombardearon las posiciones de Tahrir al-Sham en el oeste de Daraa, y las Fuerzas Tigre intentaron atacar las posiciones de Tahrir al-Sham, pero fueron rechazadas. Según fuentes del gobierno, Tahrir al-Sham se negó a entregar el área, mientras que el gobierno sirio declaró que no estaba dispuesto a permitir que los combatientes de Tahrir al-Sham se reconciliaran como otros grupos rebeldes en el área, pero se ofrecieron a deportar a sus combatientes. el norte de siria Sin embargo, Tahrir al-Sham rechazó esta oferta y continuó luchando. La Fuerza Aérea de Siria también atacó a los rebeldes Al-Harrah y Kafr Nasij en la parte noroeste de la provincia de Daraa. Según los militares sirios, solicitaron a las FSA y a los residentes de la ciudad de Al-Harra y su cumbre correspondiente, que consideraban un punto estratégico, expulsar a las HTS de la zona; las HTS también arrestaron y asesinaron a varios rebeldes que se habían rendido al gobierno, así como a aquellos que intentaban hacerlo, El mismo día, la primera ronda de rebeldes y sus familias (alrededor de 400-500 individuos) fueron deportados al norte de Siria partieron de la ciudad de Daraa. En este punto, Reuters, la Organización Mundial de la Salud y UNICEF informaron que el gobierno controlaba el 80% de la provincia de Daraa, y que más de 160,000 residentes desplazados por la ofensiva de Daraa estaban atrapados en Quneitra.
Ese día, las SAA ingresaron a Quneitra, y las fuerzas aéreas rusas y sirias realizaron más de 25 ataques aéreos en la aldea de Masahara, a 11 km de la frontera del Golán. Las SAA habrían disparado más de 800 cohetes en áreas controladas por los rebeldes en la Gobernación de Quneitra, y también apuntaron a una línea de suministro insurgente entre Daraa y Quneitra. El ejército sirio, junto las Fuerzas de Defensa Nacional, atacó la aldea de Masharah a lo largo de la frontera con los Altos del Golán, que estaba controlada por Tahrir al-Sham y sus aliados, y fuentes de la NDF y SOHR dijeron que tomaron la aldea. Sin embargo, un oficial rebelde en Quneitra negó que las fuerzas gubernamentales hubieran tomado la aldea y dijeron que los combates continuaron.
El 16 de julio, el ejército sirio continuó bombardeando el oeste de Daraa, y el opositor SOHR estimó que 230 proyectiles impactaron en el área, agregando que también se habían desplegado bombas de cañón. El mismo día, el ejército sirio capturó las ciudades de Al-Harra, Al-Nimr, cinco aldeas y varias colinas, incluida la cima estratégica de Tell al-Harra. Después de esos avances, el ejército sirio amplió su control a aproximadamente el 90% de la provincia de Daraa.
El 17 de julio, los bombardeos causaron importantes víctimas en toda la zona. Las fuentes de la oposición y la ONU informaron que los aviones del gobierno atacaron la ciudad de Ain al-Tana en Quneitra, golpeando un edificio escolar que alberga a personas desplazadas, con múltiples víctimas civiles y la ONU y la ONG Acción contra la Violencia Armada informaron sobre el bombardeo del gobierno La ciudad de Nawa y las aldeas vecinas que dejaron al menos 14 muertos y 150 heridos, y la Organización Mundial de la Salud informó sobre el bombardeo del hospital de Nawa, uno de los pocos establecimientos de salud que funcionaban en la zona. Un comandante de la FSA dijo a los medios de la oposición que los rebeldes continuaban repeliendo el ataque gubernamental contra Mashara. El 18 de julio, Reporteros sin Fronteras instó a la ONU a proteger a los periodistas en riesgo debido a los avances del gobierno en la zona, informando que 69 periodistas se encuentran en grave peligro en Quneitra y Daraa. Del 17 al 19 de julio, la ONU informó sobre ataques aéreos y terrestres del gobierno a Tassil, Nawa y Ash Shaykh Sa'd en el oeste de Daraa, y en Nabe'a Al Sakher en la gobernación de Quneitra. El número de personas desplazadas fluctuó: las Naciones Unidas informaron que después de estas intensas hostilidades en Quneitra, el número de desplazados internos había aumentado a 203.500 personas, incluidas 45-80.000 recién desplazadas por los combates del 17 al 19 de julio, así como las personas desplazadas por los combates en el valle de Yarmuk.
El 20 de julio, los combatientes rebeldes en la Gobernación de Quneitra comenzaron a partir hacia Idlib después de que se llegó a un acuerdo de evacuación con el gobierno sirio, lo que permitió que el ejército sirio y las fuerzas aliadas capturaran múltiples aldeas, incluida la base de la UNDOF.  Casi al mismo tiempo, se estaba finalizando el plan para evacuar a varios cientos de miembros del grupo de defensa civil conocido como los Cascos Blancos de las áreas cercanas a los Altos del Golán ocupados por Israel y a Jordania. La operación fue llevada a cabo por el ejército israelí el 22 de julio de 2018; sin embargo, unos 300 cascos blancos no pudieron ser evacuados ya que fueron atrapados por intensos combates entre las fuerzas del ejército sirio y el EI.

### Asalto a la bolsa del EI

Cambios del frente (20/06 - 01/08)
Controlado por las SAA
Controlado por los Rebeldes
Controlado por las HTS
Controlado por el EI
Antiguas zonas rebeldes que se reconciliaron con el gobierno.

El 21 de julio de 2018, el ejército sirio comenzó su asalto en el bolsillo del EI en el sudoeste de Daraa, capturando la cima de Tell al-Jumou al sudoeste de Nawa, y avanzando también cerca de la ciudad de Jallin, capturando a Tell Ashtara y otros áreas cercanas. IEl EI afirmó haber matado a 25 combatientes del ejército sirio y la oposición siria en los enfrentamientos, y también afirmó que capturó algunas aldeas. Temprano al día siguiente, el ejército sirio avanzó hacia el pueblo de Jallin.
El 25 de julio, el EI llevó a cabo una serie de atentados suicidas con bombas y atentó contra civiles en aldeas y pueblos de Suweida, una zona principalmente drusa bajo control nominal del gobierno pero funcionalmente autónoma, con un saldo de hasta 255 víctimas.
El 26 de julio, de acuerdo con las Fuerzas de Defensa de Israel, los misiles tierra-aire Patriota de las FI dispararon un avión sirio Su-22 después de que el avión fue monitoreado volando alrededor de dos kilómetros (1.2 millas) hacia Israel. El piloto, el coronel Umran Mare, murió y el avión se estrelló en un área en el lado sirio de la frontera.
El 31 de julio, el ejército sirio capturó por completo el resto del bolsillo del EI en la Cuenca de Yarmouk. Alrededor de ese tiempo, se informó que entre 150 y 200 militantes del EI se habían rendido al ejército sirio.  Después de la rendición de las fuerzas del EI el 31 de julio, hubo informes de que excombatientes de la FSA de Daraa que se reconciliaron con el gobierno de Assad y se unieron al ejército sirio en la ofensiva de la cuenca de Yarmouk habían ejecutado a docenas de combatientes capturados del ejército de Khalid Ibn al-Walid en la misma día.

## Reacciones
Supranacional
- La OCHA declaró que la ONU estaba "preocupada por los informes de una escalada de violencia en Daraa ... que pone en peligro a los civiles y hace que cientos de familias se vean desplazadas".[177]  El enviado especial de la ONU para Siria, Staffan de Mistura, advirtió que la ofensiva del ejército sirio y las milicias iraníes causaría un desastre humanitario y pone en riesgo la vida de más de 750,000 personas, también afirma que más de 45,000 ya han Ha sido desplazado.[178] António Guterres hizo una declaración diciendo que "pide que se detenga de inmediato la escalada militar actual e insta a todas las partes interesadas a respetar sus obligaciones internacionales, incluida la protección de los civiles y la infraestructura civil".
- vLa Unión Europea condenó la violación de la zona de alto el fuego establecida en Daraa por el acuerdo de Astaná y pidió al gobierno sirio y sus aliados que detengan las hostilidades en Daraa para evitar una crisis humanitaria.[179]  El 4 de julio, la portavoz de la Unión Europea, Maja Kocijancic, en una declaración escrita, dijo: "Tales ataques son violaciones claras del derecho internacional y del derecho internacional humanitario que también ponen en peligro cualquier progreso en Ginebra para la reanudación de las conversaciones políticas bajo la mediación de la ONU. "y agregó," la violencia renovada también puede tener serias repercusiones para la seguridad de los países vecinos, lo que posiblemente lleve a nuevas oleadas de refugiados y personas internamente desplazadas ".[180]

Estatal
- Estados Unidos - El enviado estadounidense a la ONU, Nikki Haley, dijo que con respecto a los recientes enfrentamientos, "las violaciones del alto el fuego del régimen sirio en el sudoeste de Siria deben detenerse", mientras que también dicen que "Rusia finalmente será responsable de cualquier escalada adicional en Siria."[181] Después del comienzo de la ofensiva, una carta enviada a los líderes rebeldes declaró que" Somos conscientes de que debe tomar su decisión de acuerdo con sus intereses y los intereses de sus familias y facciones cuando los vea, y no debe basar su decisión en el supuesto o la expectativa de una intervención militar de nuestra parte ".[182] La carta también decía:" Nosotros, en el gobierno de los Estados Unidos de América, entendemos las dificultades que enfrenta ahora. y aún estamos aconsejando a los rusos y al régimen sirio que no emprendan ninguna acción militar que viole el acuerdo de "desescalada" en la parte suroeste de Siria ".[183] El 26 de junio, el Departamento de Estado de los Estados Unidos En relación con el aumento de la violencia y la violación de los acuerdos de desescalado, "estamos preocupados por los acontecimientos en el sudoeste de Siria, en particular la intensificación de los ataques aéreos rusos y los ataques terrestres pro-régimen. "Este es, una vez más, un ejemplo de que Rusia viola los acuerdos que ha firmado sin tener en cuenta las vidas de civiles".[184]
- Arabia Saudita - El delegado permanente de Arabia Saudita en las Naciones Unidas, el Dr. Fahd Al-Mutairi, dijo sobre la ofensiva: "A pesar de los llamamientos urgentes y las resoluciones de la ONU que piden la apertura de corredores humanitarios y la entrega de ayuda a los necesitados y afectados, el régimen sirio y su "Los aliados continúan sus operaciones militares, asedio y desplazamiento de civiles inocentes en total violación de estas resoluciones".
- Vaticano - El Papa Francisco condenó la ofensiva del ejército sirio en Daraa, diciendo que "las acciones militares de los últimos días han golpeado incluso a escuelas y hospitales y han provocado miles de nuevos refugiados".[185]
- Turquía: el ministro turco de Relaciones Exteriores, Mevlüt Çavuşoğlu, dijo que Estados Unidos, Rusia e Irán fueron responsables de las violaciones cometidas por el gobierno sirio, el portavoz turco del ministerio de relaciones exteriores dijo que "condenamos enérgicamente estos ataques inhumanos del régimen contra inocentes". gente." También agregó: "Estos ataques obstaculizan los esfuerzos en Astaná y (el proceso apoyado por la ONU en Ginebra) para reducir la violencia en el terreno y encontrar una solución política para la crisis",[186] [179] funcionarios turcos han declarado que no son responsables para respaldar los acuerdos alcanzados en Daraa, pero si las fuerzas progubernamentales, incluidas las milicias iraníes y las rusas, atacan la Gobernación de Idlib, los militares turcos mantendrán el acuerdo de desescalada y tomarán represalias por las violaciones.[187] [180] El presidente turco, Recep Tayyip Erdoğan, dijo al presidente ruso, Vladímir Putin, en respuesta a los informes que surgieron de una ofensiva planeada en Idlib después de la campaña en Daraa, que el Acuerdo de Astaná podría ser destruido por completo, Erdoğan también comentó sobre los ataques a civiles en Daraa.[188]
- Israel: un oficial de defensa israelí declaró que el ejército israelí atacará a cualquier fuerza siria que ingrese a la zona de alto el fuego de la ONU en los Altos del Golán, dijo también sobre un acuerdo con el gobierno ruso: "El acuerdo es la base para cualquier futuro". la realidad de seguridad después de que Assad regresa a la frontera norte [de Israel] "[189] Antes de partir para reunirse con los funcionarios rusos, el primer ministro israelí, Benjamin Netanyahu, dijo:" Israel no tiene problemas con Assad, pero los acuerdos de alto el fuego deben ser respetados ".[190]
- Irán: Hossein Salami, un comandante del CGRI, dijo en un discurso que se creará un "Ejército Islámico" que acabará con Israel e invadirá los Altos del Golán..[191]

Doméstico
- Tahrir al-Sham – El grupo emitió una declaración en la que condenaba a los grupos del Ejército Sirio Libre que hicieron tratos con Rusia para rendir terreno en la zona; el grupo también llamó a todos los grupos rebeldes en el sur a unirse y luchar como una fuerza unificada contra el gobierno sirio y sus aliados, y también afirmaron que ellos (HTS y sus aliados) serían victoriosos.[192]
- Organización de Guardianes de la Religión - La organización emitió un comunicado sobre los enfrentamientos en Daraa, instando a los musulmanes a donar dinero y a las plataformas de los medios de comunicación a concienciar sobre la situación, así como a alentar a las facciones de la oposición en Daraa a combatir al ejército sirio en su avance. En el área, la declaración también describió la importancia de defender la región para los rebeldes diciendo que es una puerta de entrada a las otras áreas controladas por los rebeldes en el sur..[193]
- Oposición siria - Varios grupos armados de oposición han condenado la ofensiva y exigido más acción internacional para detenerla. Naser al-Hariri, un negociador de la oposición, condenó la falta de acción o intervención de los Estados Unidos y afirmó que la única explicación de su falta de acción se debe a lo que él describió como un trato malicioso. En respuesta a las Fuerzas de la Juventud de Sunna que se rindieron al gobierno sirio, al negociar con los funcionarios rusos, dos Generales del Ejército Sirio Libre condenaron las negociaciones y las describieron como una traición, afirmando que se estaban retirando de ellas.[194][195]
- Emirato del Cáucaso: la rama del grupo en Siria emitió un comunicado diciendo que la ofensiva no era diferente de la de Ghouta Oriental, y que la ofensiva está siendo orquestada por el clan alauí de Assad y los "ateos rusos" para eliminar y desplazar a los musulmanes sunitas.[196]
- Khalid ibn al-Walid Army – Una declaración del grupo decía lo siguiente acerca de la situación y la cooperación con otros grupos contra las fuerzas progubernamentales: "Las facciones y los apóstatas han sido invitados a arrepentirse y dar lealtad al Estado Islámico después de rechazar a su kufr [incredulidad] y su lealtad a Los incrédulos. No hay verdad en las noticias que circulan a través de las habitaciones y las redes sociales sobre Jaysh Khalid bin al-Waleed entrando y tomando frentes dentro de las áreas de los apóstatas para combatir a los Nusayris en ellos, y en el caso de que se ingrese un área. estará bajo la autoridad del Califato por completo, sin la presencia de los apóstatas en ellos con el permiso de Dios. Le recordamos que está prohibido contactar a los apóstatas, excepto después de coordinar con el oficial de contacto (Abu Abdo al-Askari) y de tomar el permiso. en eso y dentro de las regulaciones de Shari'i, y el que se involucre en el contacto en una capacidad individual sin coordinarse con el oficial de contacto será reprendido. Le pedimos a Dios Todopoderoso que nos ayude y que tú le obedezcas ".[197] El grupo también publicó otra declaración que instaba a las personas desplazadas en el sur de Siria a migrar a las áreas de la Cuenca de Yarmouk bajo su control.[198]
- Rojava –Tras la ofensiva en el sur de Siria y las conversaciones sobre una posible operación en la gobernación de Idlib, los funcionarios de Rojava declararon que estarían dispuestos a cooperar con Rusia, Irán y el gobierno sirio contra la oposición y las fuerzas turcas en Idlib que también manifestaron que deseaban para cooperar con el gobierno sirio, así como con Irán y Rusia para recuperar Afrin.[199][200]

Otros implicados
- Hezbollah - El secretario general de Hezbollah, Hassan Nasrallah , calificó la ofensiva como una "gran victoria".[201]  En respuesta a la presión ejercida sobre el grupo, incluidas las demandas de retirarse de Siria por parte del ministro de Asuntos Exteriores de Rusia , Sergey Lavrov , Hassan Nasrallah declaró que la única forma en que Hezbolá se retiraría de Siria sería que el Gobierno sirio les pidiera que se fueran y dijo en respuesta a las demandas. "Te diré que si todo el mundo se une para obligarnos a salir de Siria, no podrán desalojarnos".[202]
- Estado Islámico de Irak y el Levante : en respuesta al gobierno sirio que se negó a deportar combatientes del ISIL a los desiertos del este de Siria, el ISIL llevó a cabo un ataque a gran escala en Al-Suwayda, capturó a varias drusas y amenazó con matarlos a menos que El gobierno sirio detuvo la ofensiva en Daraa.[203]

## Consecuencias
A mediados de agosto de 2018, Rusia estableció cuatro puestos de la policía militar rusa, a lo largo de la línea Bravo de la zona de amortiguamiento en los Altos del Golán, con dos más planeados.
En diciembre de 2018, las fuerzas de SAA supuestamente tomaron armas hechas en Estados Unidos en Daraa luego de que ciudadanos locales informaron al ejército de escondites de armas dejados por los rebeldes, y Sputnik News publicó imágenes.